# Jean Alexandre Barré
Jean Alexandre Barré (Nantes, 25 de maio de 1880 — Estrasburgo, 26 de abril de 1967) foi um neurologista francês

## Epônimo
Em sua homenagem foi designada a Doença de Guillain-Barré.